# Вајнинг (Ајова)
Вајнинг (енгл. Vining) град је у америчкој савезној држави Ајова. По попису становништва из 2010. у њему је живело 50 становника.

## Демографија
Према попису становништва из 2010. у граду је живело 50 становника, што је -20 (-28.6%) становника више него 2000. године.
| Група             | 2000.      | 2010.      |
| Белци             | 69 (98,6%) | 45 (90,0%) |
| Афроамериканци    | 0 (0,0%)   | 0 (0,0%)   |
| Азијати           | 1 (1,4%)   | 0 (0,0%)   |
| Хиспаноамериканци | 0 (0,0%)   | 0 (0,0%)   |
| Укупно            | 70         | 50         |